# Leandro Machado (entrenador brasileño)
Leandro Altair Machado (Sapiranga, Brasil, 15 de julio de 1963) es un exfutbolista y entrenador brasileño.
Dirigió en equipos de Brasil como el América, Caxias, Criciúma, Náutico, Chapecoense, Esportivo y Joinville.

## Clubes

### Como entrenador
| Club                  | País   | Año  |
| --------------------- | ------ | ---- |
| Tokyo Verdy           | Japón  | 2003 |
| Ulbra                 | Brasil | 2005 |
| 15 de Novembro        | Brasil | 2006 |
| América               | Brasil | 2007 |
| Caxias                | Brasil | 2007 |
| Criciúma              | Brasil | 2008 |
| Náutico               | Brasil | 2008 |
| Chapecoense           | Brasil | 2008 |
| Criciúma              | Brasil | 2009 |
| Esportivo             | Brasil | 2010 |
| Joinville             | Brasil | 2010 |
| Veranópolis           | Brasil | 2011 |
| Esportivo             | Brasil | 2011 |
| Santo Ângelo          | Brasil | 2012 |
| Brasil de Farroupilha | Brasil | 2012 |
| São Luiz              | Brasil | 2013 |
| Campinense            | Brasil | 2014 |
| Aimoré                | Brasil | 2016 |